# 石松愛朱加
石松 愛朱加（いしまつ あすか、2003年10月29日 - ）は、日本の陸上競技選手。専門は中距離走、長距離走。

## 経歴
兵庫県出身。加古川市立浜の宮中学校時代から活躍し、都道府県対抗女子駅伝では2年次、3年次とも8区を任され2年連続区間賞。第73回国民体育大会1500m少年女子Bでは不破聖衣来や米澤奈々香らを抑えて優勝。
須磨学園高校に進学。全国高等学校駅伝競走大会に3年連続出場し、常に区間上位を記録。都道府県対抗女子駅伝では3年次に6区区間賞を獲得。
名城大学進学後も駅伝では常に区間賞または好成績を修め、同大の連覇継続に貢献。

## 主な記録
| 年     | 大会                 | 種目            | 順位    | 備考        |
| ------ | -------------------- | --------------- | ------- | ----------- |
| 2018年 | 都道府県対抗女子駅伝 | 8区             | 区間賞  | 兵庫県優勝  |
|        | 第73回国民体育大会   | 1500m 少年女子B | 優勝    |             |
| 2019年 | 都道府県対抗女子駅伝 | 8区             | 区間賞  | 兵庫県4位   |
|        | 全国高校駅伝 (女子)  | 3区             | 区間2位 | 須磨学園6位 |
| 2020年 | 都道府県対抗女子駅伝 | 5区             | 区間9位 | 兵庫県6位   |
|        | 全国高校駅伝 (女子)  | 5区             | 区間6位 | 須磨学園6位 |
| 2021年 | 全国高校駅伝 (女子)  | 1区             | 区間6位 | 須磨学園6位 |
| 2022年 | 都道府県対抗女子駅伝 | 6区             | 区間賞  | 兵庫県4位   |
|        | 第106回日本選手権    | 3000m (U20)     | 4位     |             |
|        | 全日本大学女子駅伝   | 2区             | 区間賞  | 名城大優勝  |
|        | 富士山女子駅伝       | 2区             | 区間3位 | 名城大優勝  |
| 2023年 | 全日本大学女子駅伝   | 3区             | 区間賞  | 名城大優勝  |
|        | 富士山女子駅伝       | 4区             | 区間賞  | 名城大優勝  |